# タイガー・マザー
『タイガー・マザー』（原題：Battle Hymn of the Tiger Mother）は、2011年にアメリカ合衆国で出版された、エイミー・チュア著の書籍。また、同書から生まれた、アメリカ合衆国における流行語。
日本語版は、齋藤孝訳により、2011年5月18日に朝日出版社より出版された。

## 概要
原題の『Battle Hymn of the Tiger Mother』は『タイガー・マザーの闘争賛歌』と訳せる。
なお、原書には、以下の副題が付いている：
This is a story about a mother, two daughters, and two dogs. This was supposed to be a story of how Chinese parents are better at raising kids than Western ones. But instead, it's about a bitter clash of cultures, a fleeting taste of glory, and how I was humbled by a thirteen-year-old.
「これは母親と2人の娘、そして2匹の犬の物語である。本来は、中国（系）の親たちが子育てにおいて、いかに欧米の親たちよりも優秀であるかを示す話になるはずだった。しかし、その代わり、苦い文化的対立と消え去っていく栄光、そして私がいかにして13歳の子供に鼻をくじかれた（謙虚な思いにさせられた）かが書かれている本である」
つまり、これは自伝的エッセイ、あるいは自虐的な回想録であり、子育てや教育に関するハウツー本ではない。
実際、長女ソフィアはエール大学とハーバード大学に合格したが、エイミー・チュアが本書の執筆を開始したのは、次女ルイーサ（”ルル”）の反抗によって打ちのめされた後のことである。
本書（英語原書）は、『ニューヨーク・タイムズ』紙の週間ベストセラーリストの単行本ノンフィクション部門において、2011年1月30日付で初登場5位。その後、最高2位を含み、11週連続で15位以内にランク入りした。経済ジャーナリストの森川聡一は、前年末にOECDが発表した世界各国の学力調査において、上海の学生たちが全3科目でトップを独占していたことから、アメリカでも中国式教育法への関心が高まっていたために、本書の売れ行きに好影響を与えたのだろうと分析している。

## タイガー・マザーと中国マザー
本書における”タイガー・マザー”式育児法では、以下を子供たちに禁じている。
- 友人宅の”お泊り”に参加すること
- 友達を呼んで遊ぶこと
- 学芸会に出演すること
- 学芸会に出演しないことに関して不平を言うこと
- テレビ鑑賞やコンピュータ・ゲーム
- 自分で課外活動を選ぶこと
- A未満の成績を取ること
- 体育と演劇以外の全教科で1番にならないこと
- ピアノとバイオリン以外の楽器を弾くこと
- ピアノやバイオリンを弾かないこと

つまり、タイガー・マザーの子供たちは常にオールAの成績を求められ、友達と遊ぶこともできず、ピアノとバイオリンの練習を毎日欠かすことなく続けなければならない。
これはエイミー・チュアが中国人の父親から受け継いだ伝統だが、1人っ子が多い現代の中国本土の母親たちにはそういう威厳はあまり見られず、従来の進学最優先型から、個性や自由を重視する「厚み」のある育児法に切り替えている中国マザーが多いという。

## 『ウォール・ストリート・ジャーナル』紙での新刊紹介
『ウォール・ストリート・ジャーナル』紙（以下、WSJ）の2011年1月8日号に「なぜチャイニーズ・マザーの方がまさっているか」（“Why Chinese Mothers Are Superior”）という記事が掲載され、物議をかもした。多くの読者たちは、書名に含まれている皮肉と自虐的ユーモアに気付かず、著者が特定の、非常に厳格な、民族的に限定された子育て法の”優越性”を提唱・弁護しているのだと信じたのである。
WSJの記事には、本書より、エイミー・チュアが伝統的な中国式スパルタ教育を自分の子供たちに施そうと努力する様子が書かれた部分が引用された。
チュアは、自分が”チャイニーズ・マザー”や”チャイニーズ・ペアレント”（中国系の親）という表現を使う際には広義的に、伝統的な厳しい躾を行う他民族の親も含めている（中国風の親）とし、”ウェスタン・マザー”や”ウェスタン・ペアレント”（西洋系・西洋風の親）にもさまざまな種類がいるということと、全ての中国系の親が厳しい躾をするわけではないということを認めた上で、以下のような統計を紹介している:4。
50人のウェスタン・マザーと48人のチャイニーズ・マザーを対象としたある調査において、「学業的成功を強調するのは子供にとって良くない」または「学ぶことは楽しいことだという観念を育てるようにすべき」と答えたのが前者の70％だったのに対し、後者ではほぼ0％であり、その代わりに「自分の子供は”最も優れた”生徒になれる」「学業成績は育児の成功次第」「仮に、子供が学校でずば抜けた成績を残せなかったら、それは親がきちんと務めを果たしていないから」と答えた者が大部分だったという。
別の調査では、「チャイニーズ・ペアレントはウェスタン・ペアレントの約10倍の時間、自分の子供たちに勉強させる」「ウェスタンの子供たちはチャーニーズの子供たちに比べ、スポーツに参加する傾向が強い」などという結果が出たという。
その他、本書によれば、ステレオタイプと言われようが、両者の明確な違いを示す調査は枚挙にいとまがないとされる。
物議をかもした例として、長女ソフィアの態度が悪かった際に「ゴミ」と呼んだことが挙げられる。これはエイミー自身が子供の頃に度々父親から福建語で「ゴミ」と呼ばれたことに倣っている。このことをパーティーの席でウェスタン・マザーたちに話したところ、1人の親は泣き出して退席してしまい、他の親たちはエイミーを矯正しようとしたという。
また、次女”ルル”が、難しいとされるピアノ曲『The Little White Donkey』（仏：Le petit âne blanc、ジャック・イベール作曲『物語』第2曲）を練習していた時のエピソードも物議を醸した。当時7歳のルルが1週間練習しても上達せず、暴れたり楽譜を破るなどして駄々をこねたので、エイミーはルルのドールハウスを車に引きずって行き、「明日までに完全にマスターしなかったら、1つずつ救世軍に寄付するわよ!」と脅した。ルルが「救世軍に行くんじゃなかったの？なぜ、まだここにいるの？」と言うと、エイミーはさらに、「昼食抜き」「夕食抜き」「クリスマスやハヌカーのプレゼントもなし」「誕生日パーティーも向こう2年...3年...4年なし」と脅した。それでもルルが間違いを繰り返すと、「できないのを怖れてわざと駄々をこねているのだろう」と責め、「怠慢で卑怯で自分勝手で哀れなマネはやめなさい」と命じた。それを見かねた夫ジェッドが「ルルにはまだ早いんじゃないか」と止めようとするが、エイミーは「ソフィアが同じ歳の時にできたことがルルにできないはずがない」という信念により、夕食の時間を過ぎて夜になっても続行した。立つことも、水を飲むことも、トイレに行くことも許さずに続けさせた結果、ルルはついに曲をマスターした。すると、ルルは嬉しそうに「ママ、見て! これ、簡単よ」と何度も何度も演奏し、ピアノの側を離れようとしなかった。そして、演奏会でも、他の親たちに「ルルちゃんにピッタリの曲」と褒められたという:62。
エイミー・チュアは、「ウェスタン・ペアレントは子供の自尊心について非常に心配する。しかし、子供の自尊心にとって最悪なのは、諦めさせることだ」と本書に記している。

## 反響・批評
WSJの記事は、支持・反対の両面で大きな反響を呼んだ。
AEIのチャールズ・マレー（en:Charles Murray (author)）は、「チュア方式を役立てられそうな才能ある子供はあちこちにいる。彼らは悪ガキというわけではないのだが、自堕落で言い訳がましいために、その天賦の才能を無駄にしてしまっているのである」と主張した。
『デイリー・テレグラフ』紙のアリソン・ピアソン記者は、「エイミー・チュアの育児哲学は苛酷で、気弱な者には不向きかもしれないが、自分に次のように尋ねてみてほしい。子供を好き勝手にさせる無関心さや、テレビを子守り代わりに使うような昨今の育児とされる行為よりも、本当に残酷だと言えるのか？」と書いた。
『タイム』誌のアニー・ポール記者は、「『Psychology Today』誌のハラ・エストロフ・マラノ記者による2008年の著書『A Nation of Wimps』に、チュア方式の有効さを示す証拠がある。『調査によると、難題に立ち向かうことから保護されている子供たちは、心理学で言うところの達成体験を養えない』とマラノは説明している。こういう達成感を体得できた子供たちは、より楽観的で決断力がある。自分には苦難を乗り越えて目的を達する能力があると知っているからである」と述べた。
『Slate』誌のアン・ハルバート記者は、「チュアは、自分の方式について、驚くほど正直だ。彼女が書いたのは、通常なら天才・奇才たちの自伝として書かれるような内容である」「彼女は、喉を鳴らすのではなく吠える虎のイメージに自分を重ねているかもしれない。なぜなら、彼女が指摘するように、熟達に不可欠な、執拗なまでの練習の反復を自ら熱望する子供など存在しないからだ」と述べた。
MSNBCのエイドリアン・モン記者は「WSJの記事掲載（2011年1月8日＝土曜日）から週末明けまでに、Facebookで85000人が”Like”をクリックした」「読み方によって、実用書とも風刺文学とも後悔とも受け取れる」「西洋系の読者たち...そして、多くのアジア系の読者たちにとっても、あまりに驚異的な内容で、多くの人は全文が風刺だと思ったほどである」「多くの人々...特に中国系アメリカ人の間で大きな反響を呼んだが、それは必ずしも良い意味においてではない」などとレポートした。
『フィナンシャル・タイムズ』紙のイザベル・バーウィック記者は「”タイガー・マザー”的育児法は、西洋系の寛容な人々がこよなく愛する価値観の正反対を行くものだ」と評した。
『ニューヨーク・タイムズ』紙のデヴィッド・ブルックス記者（David Brooks）は『エイミー・チュアは弱虫だ』（"Amy Chua Is a Wimp"）と題したコラム記事において、「大方のアメリカ人の反応とは逆に、私はむしろ、チュアは子供を甘やかして育てていると思う。彼女は、知的な面できついこととそうでないことの区別が自分で付かないため、知的に最も苛酷な活動から子供たちを保護してしまっているのである。ピアノの練習を4時間続けるのには集中力が必要だが、14歳の少女同士のスリープオーバー（友人宅での”お泊り”）における知的な苛酷さとは比べ物にならない。お互いのステイタスを張り合ったり、駆け引きしたり、社会的な物差しを理解したり、自己とグループの違いを慎重に見極めたり...などといった社会的試験は、エール大学のいかなる授業よりも格段にきつい」と書いた。『ワシントン・ポスト』はそれほど手厳しくなかったものの、「育児の物語を、子供がまだ15歳の時点で終わらせるのは早すぎるのではないか」と評した。
「WSJの記事には、本の初めの部分しか引用されておらず、チュアが”中国式”と称する育児法から撤退する部分が抜けている」という指摘もなされている。例えば、作家・法律家のエイミー・ガットマンは「多くの人は、この本がチュアの成長物語だという事実を見落としている。物議を醸す育児方針の数々の例は、チュアの出発点であって、現在の彼女を表すものではない。それらの例によってのみ彼女を批判するのは、例えばジェーン・オースティン著の『エマ』において、エマのミス・ベイツに対する無作法な態度だけを見て評価を下すようなものだ。エマと同様、チュアの物語にも流れがあり、それは成長物語である。この場合、成長するのは親の方だが」と指摘した。『サンフランシスコ・クロニクル』紙のジョン・キャロル記者（Jon Carroll）も「WSJの記事に引用された内容は、センセーションを狙った新聞編集者と、本を売りたい出版社が恣意的に選んだもので、物語の全体像を描いてはいない」と指摘した。
WSJの代弁者は『Columbia Journalism Review』誌（コロンビア大学発行の隔月刊誌）に対し、「書籍の引用ではいつもそうするように、引用部分に関する許可を出版社からあらかじめ取っておいた」と説明した。チュア自身は「WSJは基本的に、最も物議をかもす部分のみを束ねた。それに、記事にあんなタイトルを付けるつもりだなんて、私は全く知らなかった」としている。
2011年3月29日、WSJはニューヨーク公共図書館において、「帰ってきたタイガー・ママ」（"The Return of Tiger Mom"）というイベントを開催した。同イベントでは、本書が当初醸した物議よりも比較的に穏便で非センセーショナルな形で、さまざまな育児法に関する話題が取り上げられた。エイミー・チュアの他、夫のジェッド・ルーベンフェルドと2人の娘たちも出席した。「タイガー・パパ」（Tiger Dad）として知られるようになったルーベンフェルドは「タイガー・マザー教育法は、中国式教育というより、もっと伝統的な古式のやり方だと思う」と述べた。夫婦ともに、WSJの記事よりも寛容な態度を示しながらも、幼少時の躾の大切さを強調した。

## チュアの自己弁護
エイミー・チュアは、各種記事や著者サイン会において、批判に堂々と反論している。
WSJのフォロー・アップ記事（2011年1月13日付）で、チュアは「私の実際の本はハウツーものではありません。2つの文化に狭まれた私たち家族の旅路と、それによってもたらされた私自身の変化の物語を綴った回想録なのです。13歳の娘に反抗された後の、厳格な”中国”方式からの撤退決意について、かなりのページを割いています」と説明した。また、Jezebelのインタビューで、本書が親たちの琴線に触れた理由について、「親というものは、私自身を含め、自分は正しいことをしているのだろうかという不安にさいなまれています。結果は絶対にわからないから、潜在的な不安がつきまとうのです」と分析した。
『ディー・ツァイト』紙のインタビューでは、「子供のぬいぐるみを燃やすようなことを実際にするわけがありません。あれは誇張、大げさな表現に過ぎません。自分の立場を明確にするために、多くの場面で度が激しい描写を行いました」「本書は大敗北を喫したばかりの私にとって、セラピーだったんです」と述べた。

## 娘ソフィアの反応

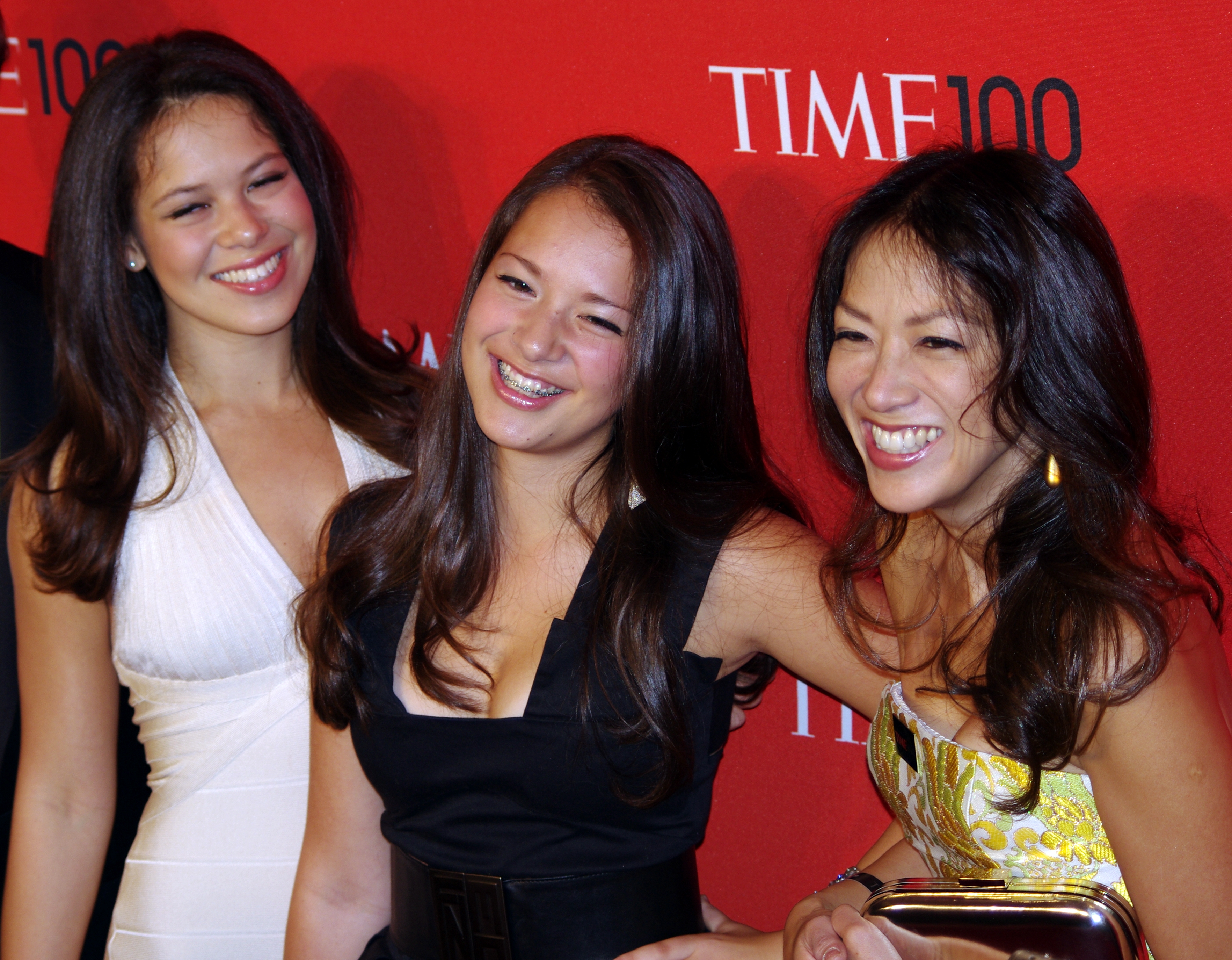
エイミー・チュアと娘たち（2011年、タイム100イベントにおいて）

2011年1月17日、エイミー・チュアの長女、ソフィア・チュア＝ルーベンフェルドが母に宛てた公開書簡が『ニューヨーク・ポスト』紙に掲載された。
ソフィアは両親の育児法を弁護し、「私と妹は、”邪悪な母”にしいたげられていたわけではありません」と述べた。また、厳し過ぎると批判されているいくつかの出来事に言及し、「前後の脈絡を省いた引用から受ける印象と比べ、それほど酷くはなかった」と説明した。そして、手紙をこう締めくくった：「もし私が明日死んだとしたら、110％の密度の人生を生きたという思いで死ねることでしょう。それはあなたのおかげです。タイガー・ママ、ありがとう」

## 大衆文化
- 擬人化された動物たちを描くオンライン・コミック・ストリップ『Kevin and Kell』に、”タイガー・マザー”と同様の方法で娘リン（Lin）を育てる”メイ＝リ・リー”（Mei-Li Lee）が準レギュラー・キャラクターとして登場する[29][30]。なお、メイ＝リは、実は精神力の強さで虎になったというトラネコである[31]。
- テレビドラマ『スーパーナチュラル』に、リンダ・トラン（Linda Tran）[32]という東洋系教育ママが準レギュラー・キャラクターとして登場する。特に彼女が活躍する第8シーズン第2話は「What's Up, Tiger Mommy?」というタイトルになっている[33][34]。